# 薩夫賴河
薩夫賴河（烏克蘭語：Саврай），是烏克蘭中部的河流，屬於普肖爾河的左支流。該河發源自波季爾以南，流經波爾塔瓦州和米爾霍羅德區，河道全長14公里。